# 香港鉄路 (企業)
香港鉄路有限公司（ホンコンてつろゆうげんこうし、英語：MTR Corporation Ltd.）は、香港における独占鉄道事業者である。鉄道事業の他に、オクトパス（無線ICカード）発行やバス路線の運営、鉄道沿線の不動産開発などの事業も行っている。

## 沿革

### 設立
1975年9月、香港政庁の全額出資により地下鉄路公司として設立された。香港の地下鉄であるMTRの運営を担ってきた。1960年代まで香港の市街地は香港島と九龍地区に限られてきた。しかし、1970年代以降は人口増加により旧市街地が手狭になった。また、マクレホース総督の下で香港政庁は、自由放任から積極的不介入へ方針転換し、必要な公共事業に着手し始めた。その中に郊外でのニュータウン建設や、こうしたニュータウンと旧市街を結ぶ交通機関としての地下鉄の建設があった。
1979年、観塘線（観塘－石硤尾間）が最初に開通した。その後、1982年に荃湾線（荃湾－太子間）、1985年に港島線（金鐘－柴湾間）が開通し、各路線の延長も継続して行われた。さらに、1998年の香港国際空港の開港にあわせて、ほぼ平行して建設された東涌線と機場快線（エアーポートエクスプレス）が開通した。

### 株式会社化
2000年4月に株式会社化および地鉄有限公司への改名が行われ、同年6月に公募により全株式の23%を放出した。同年10月には香港証券取引所に株式上場し、2001年以降は、ハンセン指数の組み入れ銘柄となっている。なお、上場後も香港政府が同社株式の過半数を所有し続けている。さらに、2002年に将軍澳線、2005年には香港ディズニーランドの開園に合わせて迪士尼（ディズニー）線も開通した。

### 九広鉄路との吸収合併
2006年4月に香港政府と地鉄の間で、九広鉄路 (KCR)の一部資産譲渡や路線運営権の付与に関する合意がなされた。2007年10月9日の株主総会において、事実上のKCR吸収合併が承認された。これに基づき、2007年12月2日、地鉄有限公司は現在の名称に改名し、旧MTRとKCRの路線は香港鉄路として一体運営を開始した。なお、英語名称はMTRのままとされた。

## 海外展開

### 中国

#### 北京地下鉄

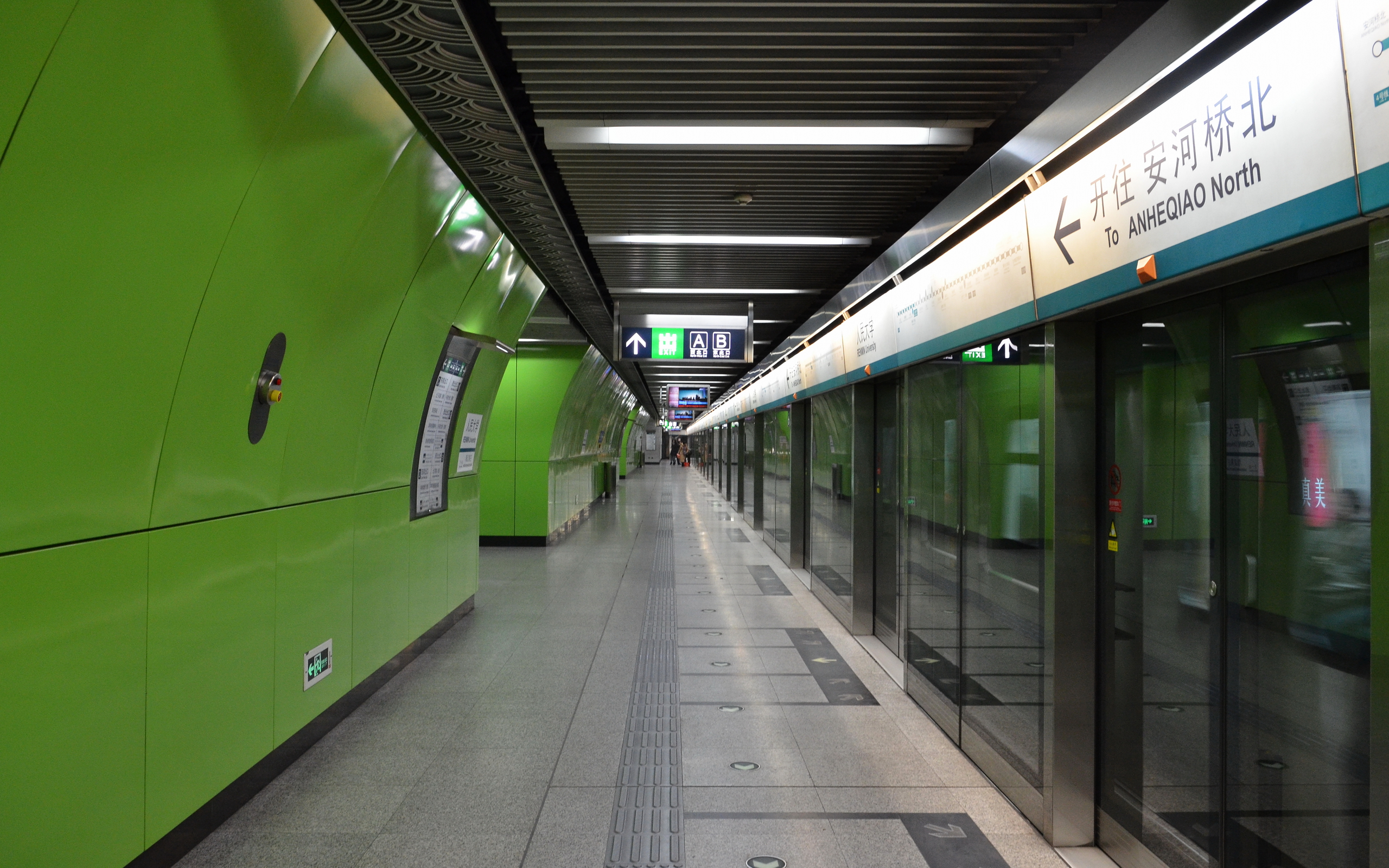
北京地下鉄4号線 人民大学駅

4号線・大興線・14号線と16号線を運営する。
北京地下鉄4号線への投資のため、北京市政府の関連会社である北京市基礎設施投資有限公司 (BIIC)、北京首都創業集團有限公司（BCG）と企業コンソーシアムを結成した。2005年2月7日に北京市との間で30年間のBOTに合意し、2005年4月8日には北京市軌道交通建設管理有限公司 (BMCAC)との間で4号線の路線および機電工事の請負契約を締結した。2012年に14号線と16号線の経営権を取得した。

#### 上海地下鉄
2002年、上海市政府の関連会社である上海投資資詢公司との合資により、上海港鉄建設管理有限公司 (SHKMCM)を設立。9号線の設計と施行を受持つ。9号線は全長31Km、総工費は129億元、2007年が開通する。また、8号線と11号線の設計顧問にもなっている。

#### 深圳地下鉄

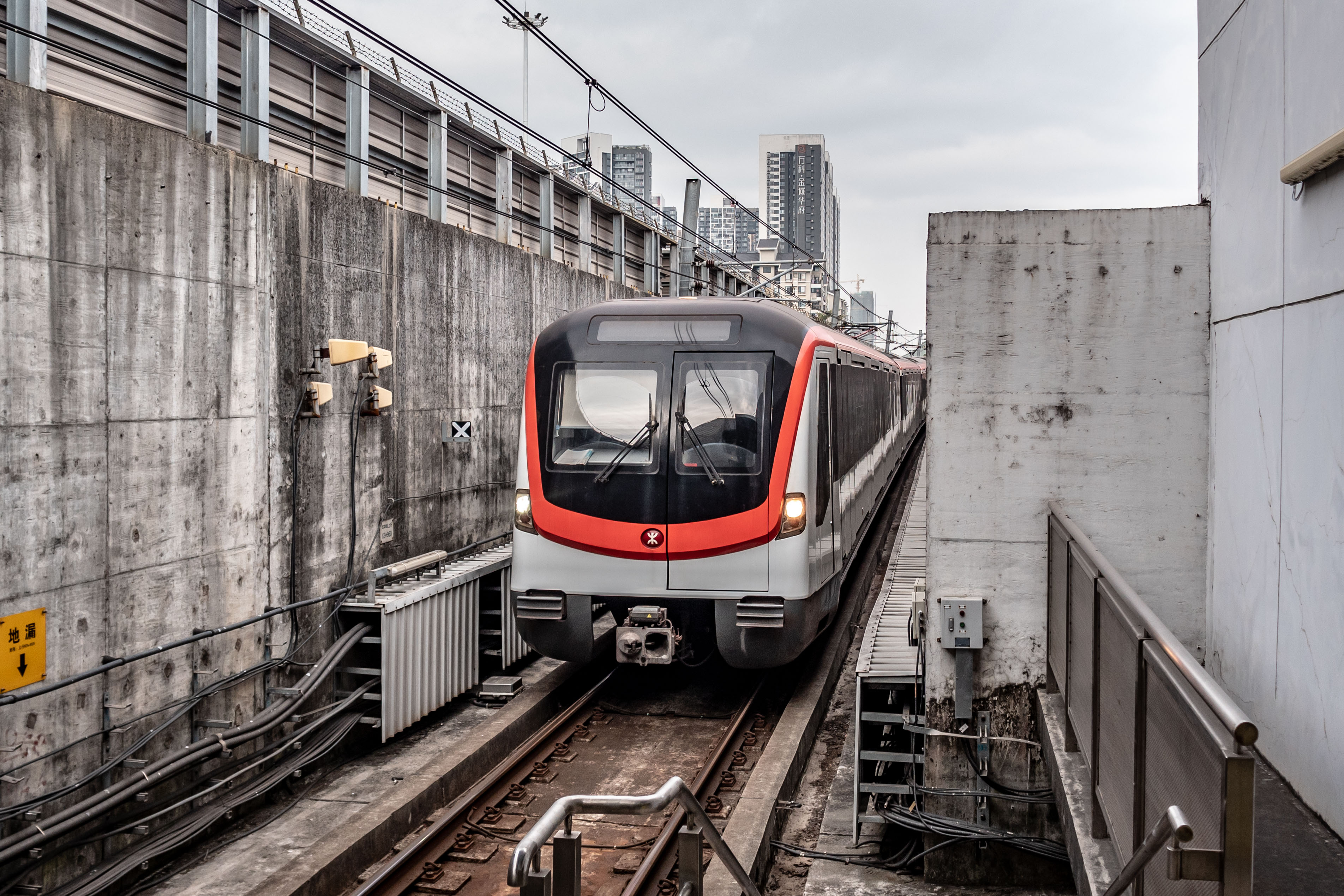
深圳地下鉄4号線（竜華線）の電車

4号線（竜華線）と13号線（石岩線）を運営する。
現地法人として港鉄軌道交通（深圳）有限公司を2004年3月に設立、2005年5月26日に深圳市政府より4号線の2040年までの経営権を取得し、4号線第二期工事を請け負うことになった。4号線第二期工事は第一期部分を少年宮駅から清湖駅へ北へ延長するものであり、2011年6月16日に開業した。2010年7月1日には、正式に経営権が移された。また、2024年12月28日に同社が主導する企業コンソーシアムがBOT方式で建設した13号線（石岩線）が開業。

#### 杭州地下鉄
1号線と5号線を運営する。杭州地下鉄集団との合資により、企業コンソーシアム杭港地下鉄を設立し、2012年に1号線、2017年に5号線の経営権を取得した。

#### マカオ
2018年に港鉄（澳門）有限公司を設立し、マカオLRTタイパ線（氹仔線）の経営権を取得した。

### ヨーロッパ

#### ロンドン
クロスレール（エリザベス線／TfLレール）とサウスウェスト鉄道を運営する。
2015年に、完全子会社MTR Corporation (Crossrail) Ltdを設立し、クロスレール（エリザベス線、全通までは「TfLレール」）の経営権を取得した。
2017年に、ファーストグループとの合弁会社、サウス・ウェスタン・レールウェイ（South Western Railway）を設立し、元運行会社サウスウェスト・トレインズから、サウスウェスト鉄道の経営権を継承する。
2007年に、アリーヴァとの合資により、企業コンソーシアムLondon Overground Rail Operations Limitedを設立し、ロンドン・オーバーグラウンドの2016年までの経営権を取得した。ロンドン北部の近郊・通勤列車を運行した。
2024年の入札で東京メトロ主体の事業会社に敗れ、エリザベス線の運営から撤退した。

#### ストックホルム

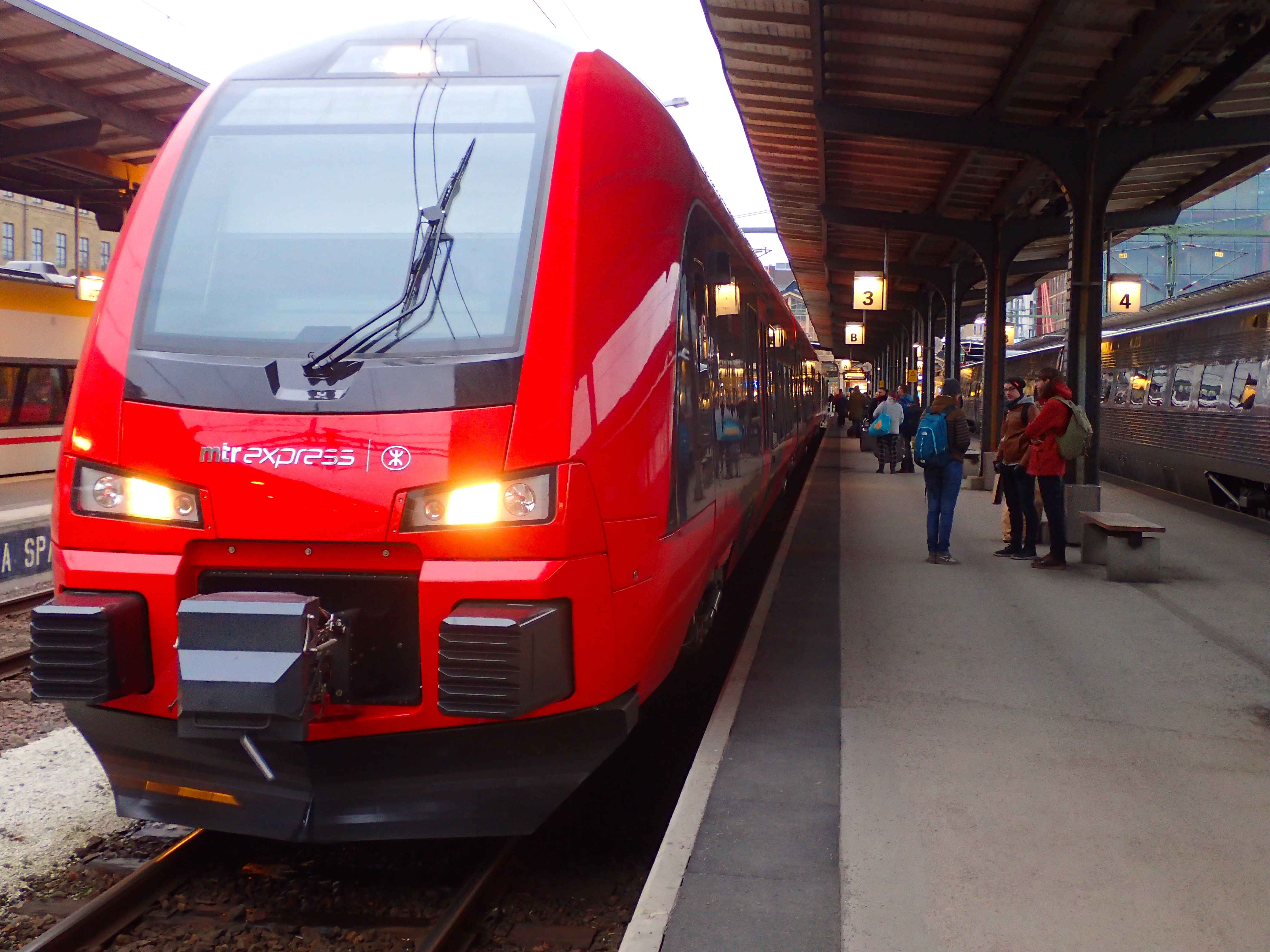
MTRエクスプレスの車両「Flirt」X74形

ストックホルム地下鉄及びストックホルムーヨーテボリ間のインターシティ列車MTRエクスプレスを運行する。
2009年、子会社MTR Nordic ABはスウェーデンの首都のストックホルム地下鉄の運営権を獲得し、11月に運行を開始した。2015年3月からはストックホルムとスウェーデンで2番目に大きい都市、ヨーテボリ間のインターシティ特急列車、MTRエクスプレスを運行する。

### オーストラリア

#### メルボルン
Metro Trains Melbourneによる近郊・通勤列車を運行。

#### シドニーメトロ
ノースウェスト線の列車を運行。

## 事件・不祥事
2018年8月、MTR沙中線の手抜き工事に関連してCEOの梁国権（2015年 - ）と工程総監が任期満了前に辞任する事態となった。
2019年に発生した逃亡犯条例改正案反対デモでは、抗議活動が発生した駅の閉鎖や列車の運行規制を行っていることが警察や政府に協力的だとして「党鉄」（中国共産党の手先）とデモ隊の標的となっており、これまで多数の駅で券売機や自動改札機などの設備が破壊されたり、出入口のガラスが割られ放火されるなどの被害にあっている。一方で、中国政府からもデモ隊を支援していると批判されている。